# Usina Hidrelétrica Cachoeira do Ribeirão
A Usina Hidrelétrica Cachoeira do Ribeirão é uma usina hidrelétrica incluída no Plano Plurianual da União 2012-2015 e aprovada pela Câmara dos Deputados do Brasil, a ser construída no Rio Madeira, na cidade de Porto Velho, em Rondônia

## Carateristicas
A usina de Cachoeira do Ribeirão é orçada em R$10 bilhões, com início de implantação no final de janeiro deste ano e término em dezembro de 2023 
Atualmente, estão em construção no Rio Madeira as hidrelétricas de Jirau e Santo Antônio - ambas com entrada em operação prevista para este ano. De acordo com o Plano Plurianual, também deve ser concluída, até dezembro de 2014.